# لنتوفکا
لنتوفکا (انگلیسی: Lentovka) یک شهرک در شهرستان چیشمینسکی در استان باشقیرستان کشور روسیه است.